# Resthaven Group
Resthaven Group – pasmo górskie w środkowej części grani głównej Canadian Rockies w łańcuchu Gór Skalistych (należące do podgrupy Northern Continental Ranges) leżące w Kanadzie, w prowincjach Kolumbia Brytyjska (28 proc.) i Alberta (72 proc.). Od południowego zachodu ogranicza je Rów Gór Skalistych (dolina rzeki Fraser). Na północny zachód od niego jest pasmo Morkill-Jackpine Area, a na południe pasmo Greater Mount Robson Area. Południowo-wschodni fragment Resthaven Group znajduje się w Jasper National Park.
Resthaven Group zajmuje powierzchnię 1 257 km² i rozciągają się na długości 43 km z północy na południe i 49 km ze wschodu na zachód.
Najwyższe szczyty to: Mount Chown (3381 m, 3316 m), Mount Bess (3216 m, 3203 m), Barricade Mountain (3180 m), Resthaven Mountain (3120 m), Mount Lucifer (3060 m) i Saurian Mountain (3016 m).  Dużą część pasma zajmuje pole firnowe Resthaven Icefield.
Najbliższe miejscowości to: McBride i Grande Cache.